# Делио (озеро)
Делио (итал. Lago Delio) — озеро на севере Италии. Расположено в провинции Варесе в Ломбардии. Делио находится на высоте 930 м над уровнем моря. Площадь поверхности — 4,85 км². Озеро является популярным туристическим объектом.
Делио находится в ок. 10 км от коммуны Макканьо и примерно на таком же расстоянии от итальянско-швейцарской границы. Доехать до него можно от Макканьо по провинциальной дороге № 5.
Озеро является верхним резервуаром гидроаккумулирующей электростанции объёмом 11 200 000 м³.